# Pest (Stadt)

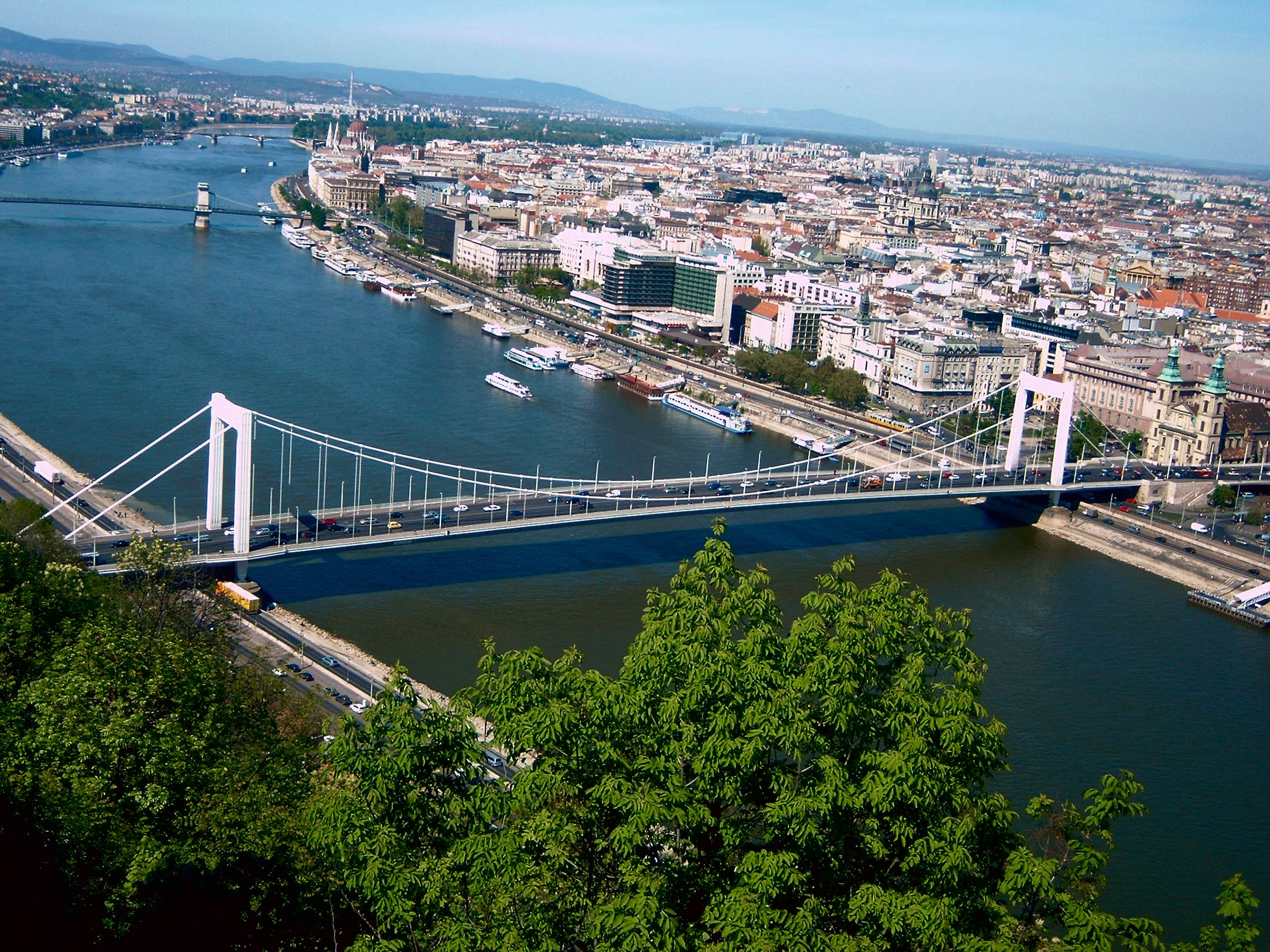
Pest und Elisabethbrücke von Buda aus gesehen.

Pest (ungarische Aussprache [pɛʃt]; ehemals auch als Pesth geschrieben) war neben Buda (dt. Ofen) eine der drei Städte, aus denen 1873 Ungarns Hauptstadt Budapest entstand. Davor war sie seit 1723 Sitz der administrativen Verwaltung des Königreichs Ungarn.
Pest liegt links der Donau, auf der östlichen, flachen Seite, gegenüber von Buda, und nimmt zwei Drittel der Stadtfläche Budapests ein.

## Bevölkerungsentwicklung
- 1715: rund 2500 Einwohner, davon 55,6 % Deutsche, 19,4 % Magyaren (Ungarn), 2,2 % Slowaken, 22,8 % andere
- 1737: Einwohnerzahl n.v., davon 57,8 % Deutsche, 22,5 % Magyaren, 5,6 % Slowaken, 14,1 % andere
- 1829: 62.471 Einwohner, davon etwa 59.000 Deutsche, 1200 Slowaken, 1200 Magyaren, 650 Serben, 259 Griechen sowie 100 Rumänen[1]

## Eponyme
1998 wurde der Asteroid (6817) Pest nach der Stadt benannt.